# Лукас Демаре
Лукас Дема́ре (ісп. Lucas Demare; нар. 14 липня 1910, Буенос-Айрес — пом. 6 вересня 1981, Буенос-Айрес) — аргентинський кінорежисер, кіноактор і сценарист.

## Біографія
На премії Аргентинської асоціації кінокритиків 1943 року Демаре отримав «Срібного кондора» за найкращу режисуру, найкращий фільм та численні інші нагороди за фільм «Війна гаучо» (1942), який критики Аргентини вважають одним із найкращих фільмів в її історії. Він здобув подальші нагороди, зокрема за найкращий фільм і режисуру за фільм «Мій найкращий випускник» (1944) на церемонії нагородження Аргентинської асоціації кінокритиків 1945 року. Він був сценаристом і режисером інших фільмів, таких як El cura gaucho (1941), La calle grita (1948), Mi noche triste (1951), Zafra (1958) і La Boda (1964). Його останнім режисерським фільмом був «Люди моря» 1977 року. У 1964 році був членом журі 14-го Берлінського міжнародного кінофестивалю. Помер від серцевого нападу у віці 71 року в 1981 році.
Його братом був композитор Лусіо Демаре, який написав кілька музичних композицій до фільмів Лукаса.

## Творчість
Почав зніматися в 1934 в Іспанії («Боліче»). В Аргентині поставив свій перший фільм «Двоє друзів і одна любов» (1938). Потім зняв фільми:
- «Священик гаучо» (1941);
- «Війна гаучо» (за романом Леопольдо Лугонеса, 1942);
- «Його кращий учень» (1944, про життя Д. Ф. Сарм'єнто і його сина);
- «Дика пампа» (1945, з режисером Уго Фрегонесе);
- «Вулиця кричить» (1948);
- «Остров'яни» (1951);
- «Остання собака» (1955, за Г. Хаусом);
- «Після тиші» (1956);
- «За довгою стіною» (1958);
- «Сафра» (1959);
- «Пласа Уінкуль» (1960);
- «Син людський» (1961, премія Міжнародного кінофестивалю в Сан-Себастьяні);
- «Весілля» (1964, премія Міжнародного кінофестивалю в Сан-Себастьяні);
- «Дим марихуани» (1968);
- «Вирок зраднику» (1968).